# August Fahrnbauer
August Fahrnbauer (ur. 1890, zm.?) – zbrodniarz hitlerowski, członek załogi obozu koncentracyjnego Flossenbürg i SS-Oberscharführer.
Członek SS od 1 września 1944 roku. Od 23 lutego 1945 do kwietnia 1945 roku pełnił służbę w Plattling, podobozie KL Flossenbürg. Fahrnbauer początkowo kierował komandami więźniarskimi, a następnie pełnił funkcję Arbeitseinsatzführera i zastępcy komendanta Plattling. Uczestniczył również w ewakuacji tego podobozu, w czasie której z kolumny liczącej 300 więźniów połowa zginęła, a Fahrnbauer osobiście zastrzelił kilku z nich.
W pierwszym procesie załogi Flossenbürga przed amerykańskim Trybunałem w Dachau Fahrnbauer za swoje zbrodnie skazany został na karę 15 lat pozbawienie wolności.